# イェフィム・ブロンフマン

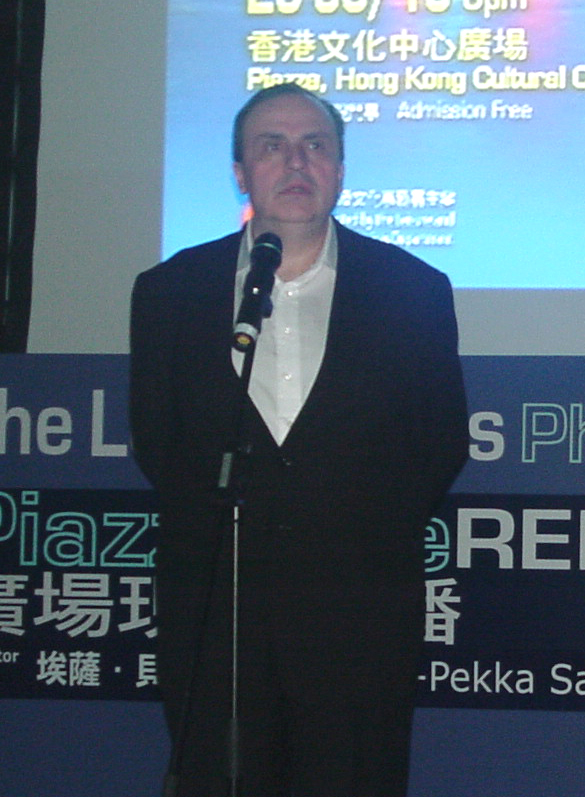
イェフィム・ブロンフマン

イェフィム・ナウモヴィチ・ブロンフマン（ロシア語: Ефим Наумович Бронфман, ラテン文字転写: Yefim Naumovich Bronfman、1958年4月10日 - ）は、ロシア系イスラエル人ピアニスト。

## 略歴
ウズベク・ソビエト社会主義共和国の首都タシュケントでユダヤ系の両親の下に生まれる。母はヴァイオリニスト、父はピアニストであった。1973年、15歳でイスラエルに移住。現在は米国籍を取得している。1975年に、ズービン・メータが指揮するモントリオール交響楽団と共演して、国際的にデビューを果たした。カーネギー・ホールへのデビューは1989年であり、1991年にアイザック・スターンと一連の演奏会を行なった。1997年には、エサ＝ペッカ・サロネン指揮のロサンジェルス・フィルハーモニー管弦楽団との共演による、バルトークのピアノ協奏曲集の録音によって、グラミー賞を獲得。室内楽演奏でも活躍している。